# Hornostajivka
Hornostajivka (ukrajinsky Горностаївка, rusky Горностаевка – Gornostajevka) je sídlo městského typu v Chersonské oblasti na Ukrajině. Žije zde přibližně 6 700 obyvatel.

## Poloha a doprava
Hornostajivka leží na levém, východním břehu Kachovské přehrady na Dněpru. Je vzdálena přibližně 130 kilometrů severovýchodně od Chersonu a přibližně padesát kilometrů severovýchodně od Nové Kachovky.
Pár kilometrů od Hornostajivky prochází silnice vedoucí podél levého břehu Dněpru z Kachovky do Kamjanky Dniprovské.

## Dějiny
Hornostajivka byla založena v 18. století osadníky z oblasti Poltavy a Černihivu.
Za druhé světové války byla od 11. září 1942 do 2. listopadu 1943 obsazena německou armádou.
Od roku 1956 má Hornostajivka status sídla městského typu.
V rámci rusko-ukrajinské války byla Hornostajivka obsazena při invazi v únoru 2022 a od té doby ji kontrolují ozbrojené síly Ruské federace.